# Theater Lübeck

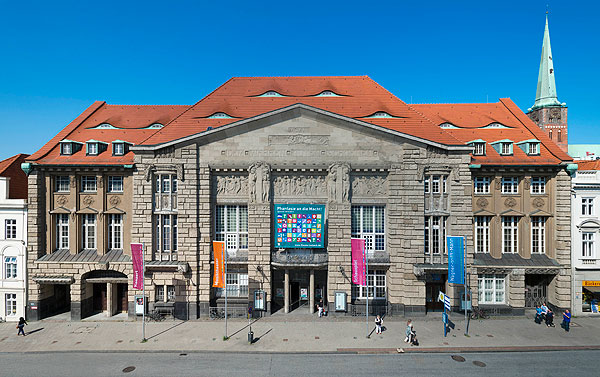
Theater Lübeck

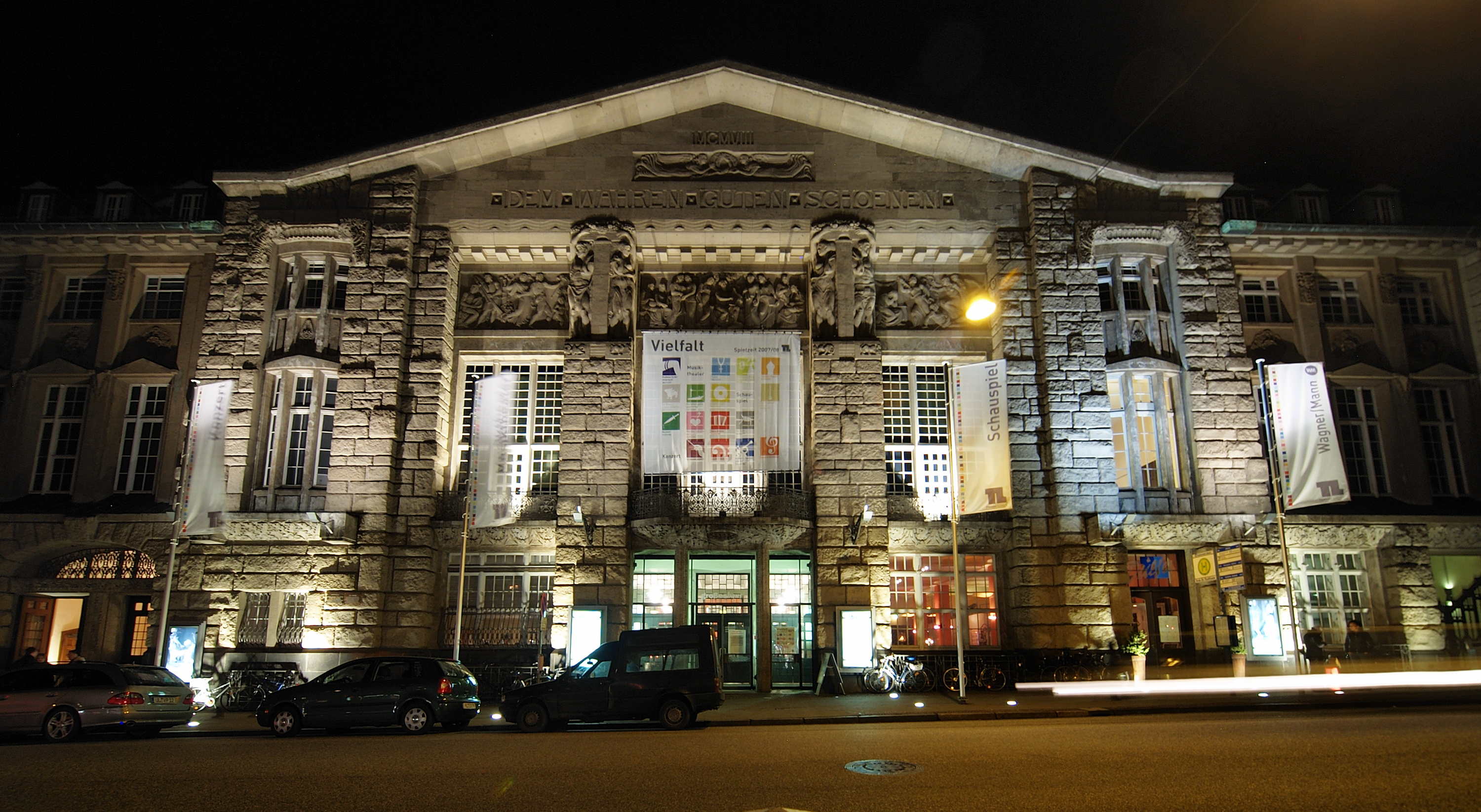
Theater am Abend

Das Theater Lübeck (früher: Bühnen der Hansestadt Lübeck oder kurz Stadttheater) wird von der Lübecker Theater gGmbH, einer Gesellschaft der Hansestadt Lübeck betrieben. Am Theater Lübeck arbeiten rund 400 Menschen, darunter das feste Ensemble für Schauspiel und Musiktheater, das Philharmonische Orchester, der Theaterchor sowie Gäste.

## Geschichte des Theaters

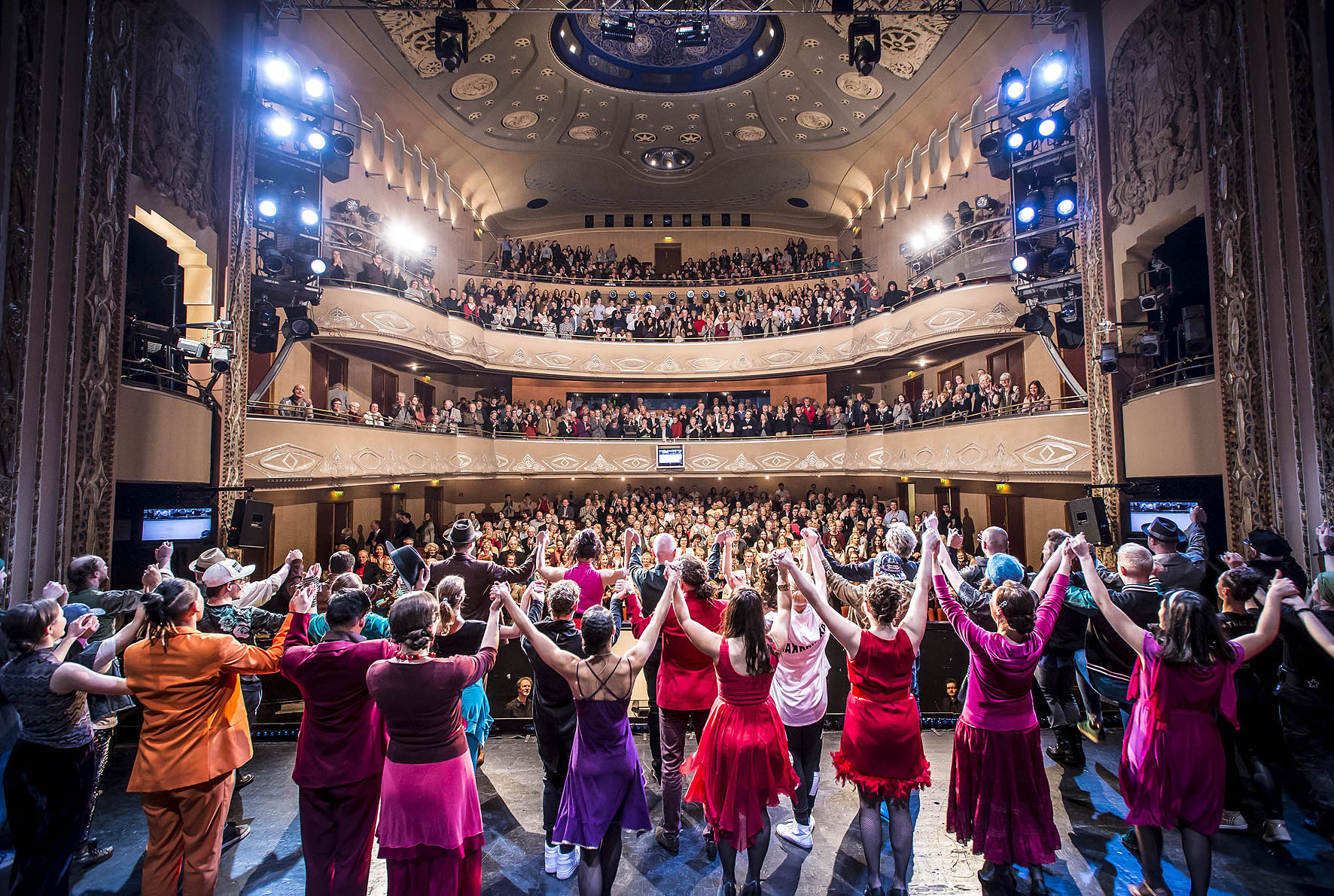
Großes Haus

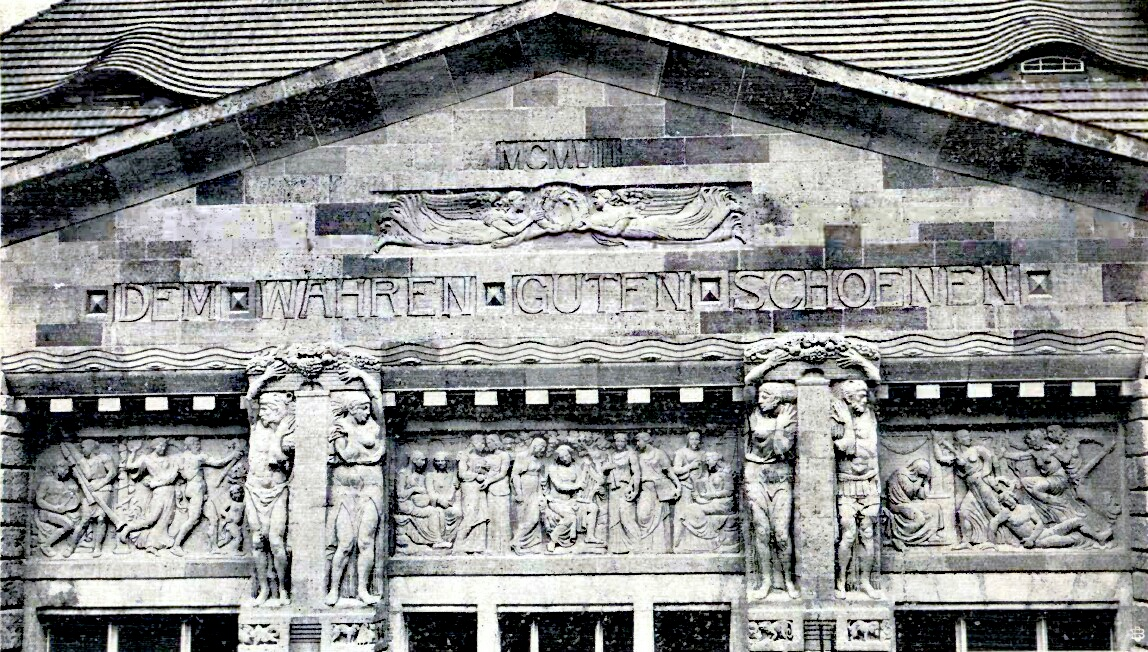
Giebeldetail

### Theater in Lübeck im 18. Jahrhundert
Das Interesse an Schauspiel und Oper erwachte auch in Lübeck erst im Zuge der Aufklärung. Die erste Oper wurde am 2. Juni 1746 im Hause des Zimmermeisters Schröder Ecke Königstraße/Wahmstraße aufgeführt. Seit 1753 befindet sich ein Theater in Lübeck in der oberen Beckergrube. Der heutige Theaterbau hatte dort zwei Vorgängerbauten, den Lüneburger Hof (1753-1857) und das Casinotheater (1858-1905). Ab 1799 hatte das Theater unter der Leitung von Leopold Löwe erstmals ein festes Ensemble. Die Vorgängerbauten und das Verhältnis des Ensembles zum städtischen Großbürgertum im 19. Jahrhundert wurden ausführlich von Thomas Mann in seinen Buddenbrooks sowie von Ludwig Ewers in seiner Großvaterstadt beschrieben.

### Planung und Neubau des Theaters

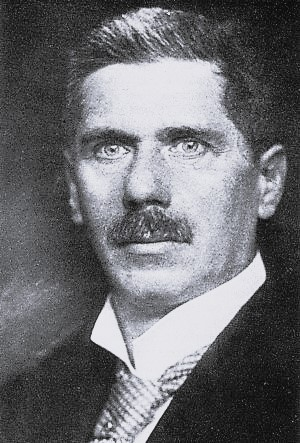
Martin Dülfer

Mit dem Brand des Iroquois Theater in Chicago im Jahr 1903 wurden neue Sicherheitsbestimmungen für die deutschen Bühnen bindend. Den Bestand des 1858 errichteten Casinotheater-Gebäudes stellten diese in Frage und führten 1905 zu dessen Abriss. Es stand zur Wahl, das neue Theater an gleicher Stelle oder am Zollschuppenplatz vor dem Holstentor zu errichten. In der eng bebauten Altstadt konnte kein freistehendes Gebäude mit repräsentativer Wirkung errichtet werden, wohl aber auf dem Bauplatz vor dem Tor. Da eine Pattsituation herrschte, forcierte Emil Possehl die Entscheidung im Dezember 1905, indem er anbot, dem Staat die Kaufsumme für die Grundstücke an der Beckergrube zu stiften. Das Geld stünde zum Jahreswechsel bereit.
Zum Neubau des Theaters wurde 1905/1906 eine Theater-Neubaukommission gebildet. In die Kommission wurden vom Lübecker Senat die Senatoren Johann Hermann Eschenburg, Eugen Emil Arthur Kulenkamp und Julius Vermehren und aus dem Bürgerausschuss Johannes Daniel Benda, August Sartori, Erich Blunck, Heinrich Görtz, H. W. Behn, H. L. Fr. Stender und Hermann Otte gewählt. Außerdem waren Baudirektor Johannes Baltzer und Baurat Eugen Deditius in der Kommission.
An dem von der Kommission durchgeführten Architekturwettbewerb nahmen unter anderen Max Littmann (München, Architekt des dortigen Prinzregententheaters) und Carl Moritz (Köln, Architekt des dortigen Opernhauses) teil. Zum Preisgericht gehörte z. B. Paul Wallot, der Architekt des Reichstagsgebäudes in Berlin.
Der Münchner Architekt Martin Dülfer, der ebenfalls bereits Erfahrungen im Theaterbau hatte (Stadttheater Meran und Stadttheater Dortmund), ging als Sieger aus dem Wettbewerb hervor. Er hatte als Berufsanfänger im Berliner Architekturbüro von Karl von Großheim gearbeitet, der ebenfalls dem Preisgericht angehörte. Das nach Dülfers Entwurf durch seinen örtlichen Bauleiter Max Baudrexel auf dem Grundstück Beckergrube 10–14 im Jugendstil neu errichtete Theater wurde am 1. Oktober 1908 eröffnet.
Das heutige Große Haus verfügte bei der Eröffnung über 970 Sitzplätze und bis zu 78 Stehplätze (siehe Abbildungen). Im vorderen Obergeschoss gab es den Marmorsaal für Festlichkeiten. Die Reliefs im Hauptgesims der Sandsteinfassade sind eine Arbeit des Bildhauers Georg Roemer. Das Mittelfeld stellt Apollo und die neun Musen dar, jeweils seitlich Komödie und Tragödie. Die das Giebeldreieck tragende Gruppe von Karyatiden und Atlanten ist eine Arbeit des Bildhauers Karl Weinberger. 
Während des Ersten Weltkriegs wurde im April 1916 zur Versorgung der Bevölkerung in den unteren Betriebsräumen des Stadttheater-Restaurants die dritte Kriegsküche der Stadt eröffnet.

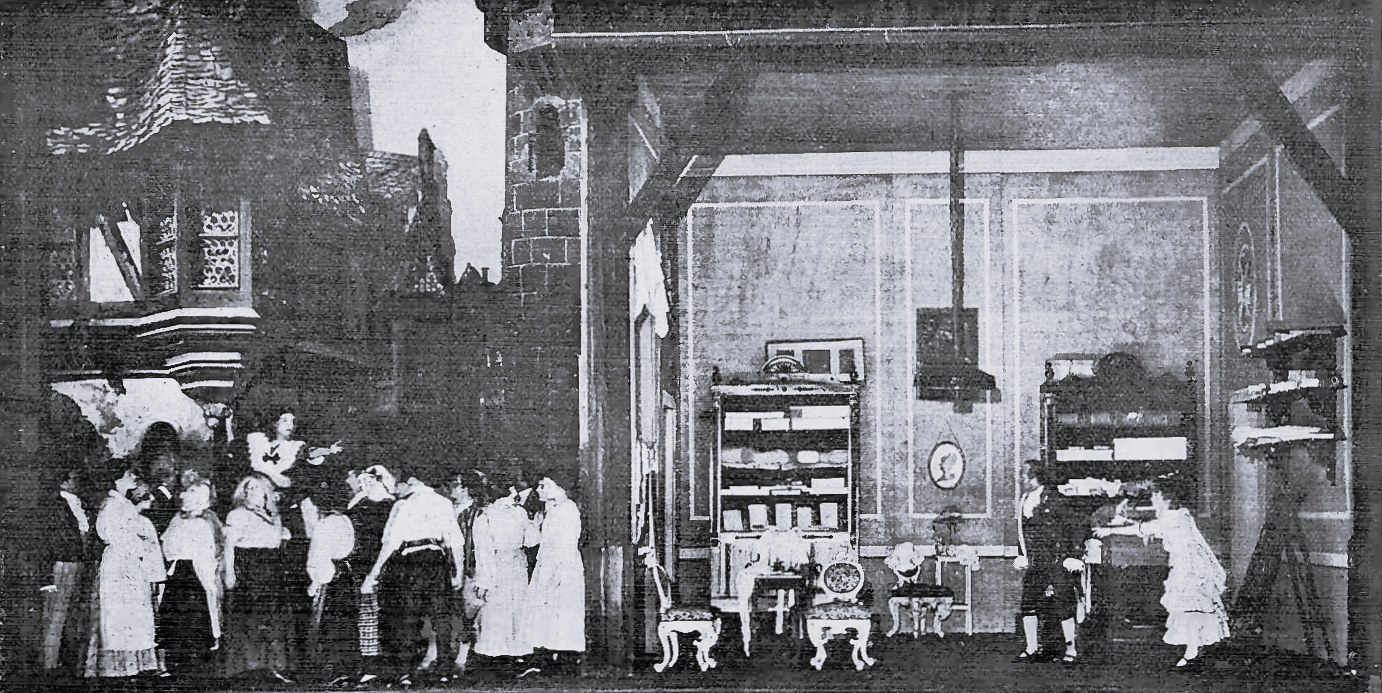
Uraufführung von Heinrich Manns Drama „Madame Legros“ (1. Aufzug)

Am 20. Februar 1917 wurde „Madame Legros“ von Heinrich Mann aus dem Jahr 1913 hier uraufgeführt.
Von 1918 bis 1933 wurde in der Bürgerschaft die Schließung des Theaters und im Zusammenhang damit die Fusion mit Kiel, Rostock oder Schwerin diskutiert. Da die Fusion mit Kiel keine Einsparungen ergab und die mit Rostock sich wegen der Eisenbahntarife als zu teuer erwies, wurde diese Idee zu den Akten gelegt.
1925 wurde der Festsaal im 1. Obergeschoss des Theaters umgebaut. Seitdem befinden sich dort die Kammerspiele.
Am 18. September 1927 fand zeitgleich mit der Einweihung des Tannenberg-Denkmals der Stahlhelm- und Treubundtag des Bundes der Frontsoldaten in Lübeck statt. Der Festmarsch bestand aus über 5000 Teilnehmern mit mindestens 100 Fahnen und mehreren Musikkapellen ehemaliger Kriegsteilnehmer. Vor dem Theater nahm Bundesführer Franz Seldte den Marsch ab. Dass Seldte dies vom Balkon des Theaters aus tat, wurde von der Stadt nicht genehmigt.

### Zeit des Nationalsozialismus (1933–1945)
In der Zeit des Nationalsozialismus wurden die Spielpläne der Theater in Deutschland weitgehend zur Unterhaltung der Bevölkerung ausgerichtet, sodass mehr Operetten und Komödien in die Programme genommen wurden. Es gab eine „durchgreifende inhaltliche, personelle und organisatorische Vereinnahmung“ der Theater im Deutschen Reich im Sinne der Gleichschaltung unter der Aufsicht der Reichstheaterkammer. Werke jüdischer oder anderer ideologisch unerwünschter Künstler verschwanden aus den Spielplänen, jüdische und andere ideologisch unerwünschte Ensemblemitglieder wurden nicht weiter beschäftigt. Zwischen 1935 und 1940 gab es jedoch am Lübecker Theater einmal je Spielzeit Tanz-Gastspiele von Gret Palucca.
Während es unter den Mitgliedern des Ensembles wohl keine Parteimitglieder gab, war die Theaterleitung vollständig mit NSDAP-Mitgliedern besetzt. Darunter Intendanten und Generalmusikdirektoren (GMD) wie Robert Bürkner (Intendant 1934–1943), Otto Kasten (Intendant 1943–1945), Heinz Dressel (GMD 1932–1941) und Berthold Lehmann (GMD 1941–1947, später GMD in Hagen).
In die NS-Zeit fiel auch die umfassende Umgestaltung der Innenräume des Lübecker Stadttheaters in den Jahren 1938/39. Die ideologisch unerwünschten Stuck- und Jugendstilornamente verschwanden hinter Holzverkleidung. Die reich verzierte Jugendstil-Saaldecke des Großen Hauses wurde abgehängt. Das Innere des Theatergebäudes erschien nun schlicht und sachlich. Gleichzeitig wurden auch nötige Instandhaltungen am Gebäude und der Technik durchgeführt. Der Orchestergraben wurde in den Zuschauerraum erweitert und leicht angehoben, um eine bessere Sichtbarkeit und Akustik zu erreichen. Die Anzahl der Zuschauerplätze lag nach Abschluss der Arbeiten im Jahr 1941 im Großen Haus noch bei rund 1000, in den Kammerspielen zwischen 300 und 400.
Ebenfalls sollte mit den Sanierungs- und Umbaumaßnahmen ab 1939 ein Magazingebäude errichtet werden. Dafür wurden zwei Nachbargrundstücke in der Fischergrube erworben. Es konnte jedoch aufgrund des Kriegsausbruchs nur noch das Fundament errichtet werden. Das angebaute Magazin- und Werkstattgebäude wurde erst 1953 fertiggestellt.
Bei dem Bombenangriff auf Lübeck im März 1942 erlitt das Dach des Theatergebäudes nur leichte Splitterschäden, die umgehend repariert wurden. Das Theater blieb ansonsten im Zweiten Weltkrieg unbeschädigt. Ende August 1944 wurde der Spielbetrieb in allen deutschen Theatern eingestellt. Es gab nur noch eine Nutzung für Lichtspiele, Sonderveranstaltungen oder Versammlungen.

### 1945–2000
Nach Kriegsende im Mai 1945 wurde das Theatergebäude von britischen Truppen beschlagnahmt und für eigene Versammlungen und Kulturveranstaltungen genutzt. Theaterintendant und Kulturverwaltung der Stadt waren bemüht, den Theater- und Orchesterbetrieb schnell wieder aufzunehmen. Zunächst fanden Vorstellungen im Kolosseum und im Deltapalast statt. Zunehmend konnte die britische Besatzungsmacht davon überzeugt werden, den Spielbetrieb am Stadttheater wieder aufzunehmen, wofür sich insbesondere der britische Kontrolloffizier Stephen Reiss einsetzte. Das Haus wurde dennoch bis 1948 auch vom britischen Militär genutzt.
Am 29. September 1946 wurde das Große Haus mit der Mozart-Oper Die Hochzeit des Figaro wieder der Öffentlichkeit übergeben.
1965 wurde im ehemaligen Speisesaal des Theaters eine Studiobühne für das Kinder- und Jugendtheater geschaffen. 
In den Jahren 1993 bis 1996 wurde das Gebäude generalsaniert. Dabei wurden alle Jugendstil-Formen im Inneren des Gebäudes rekonstruiert, insbesondere die Saaldecke des Großen Hauses. Zugunsten besserer Fluchtwege, besserer Beleuchtung und einem Technikregie-Raum wurde dabei auf etwa 150 Sitzplätze und das Stehparkett verzichtet. Als Eigenbeitrag des Theaters zu den hohen Sanierungskosten wurde die Einstellung der eigenen Tanztheater-Sparte zum Jahr 1995 vereinbart. Architekten der Theatersanierung waren die Architektengemeinschaft BDA Chlumský-Peters-Hildebrand. Das Gebäude präsentiert sich seitdem als historisch bedeutender Theaterbau der Jugendstilzeit in Norddeutschland.

Casino-Theater von 1858
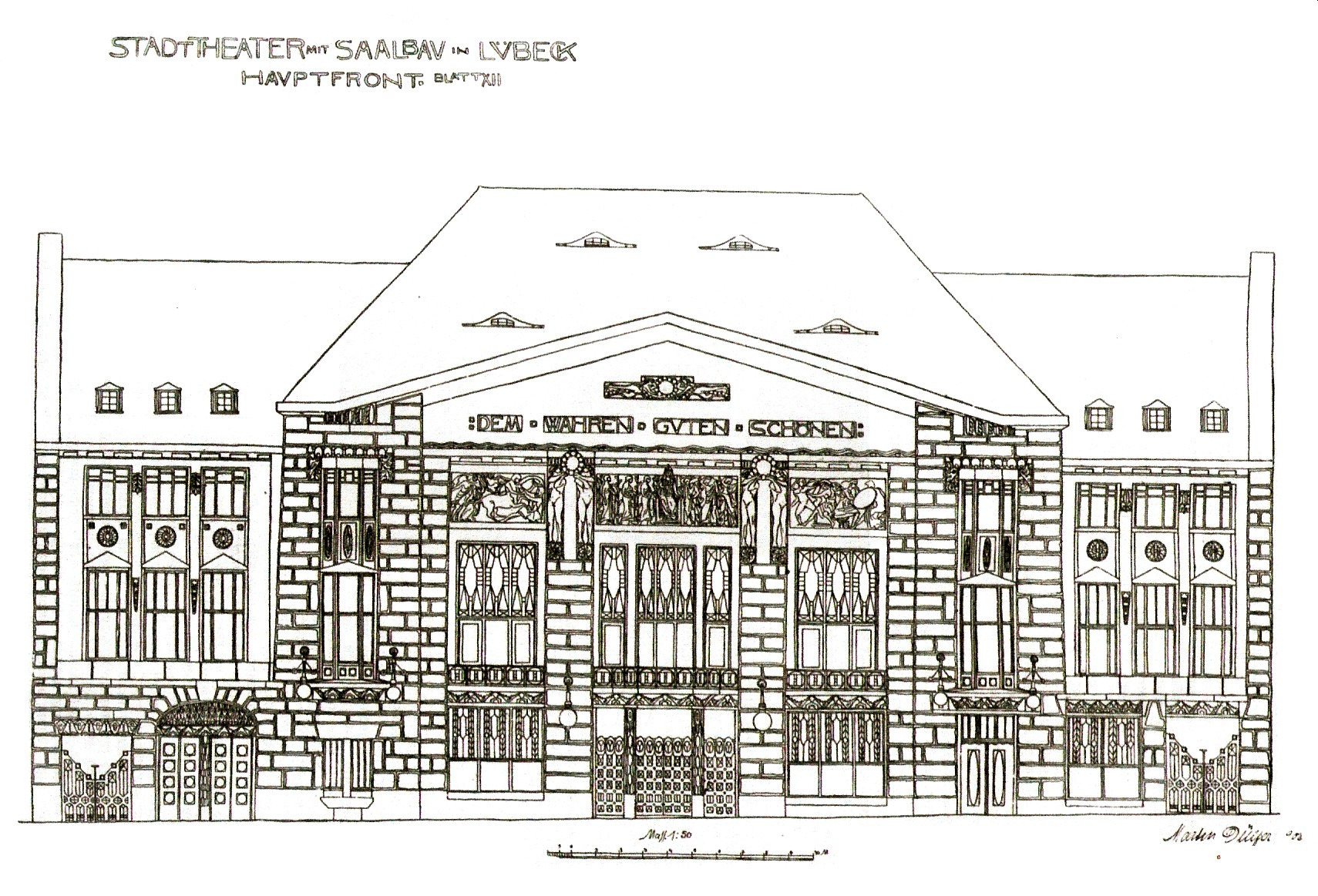
Neues Stadttheater von 1908
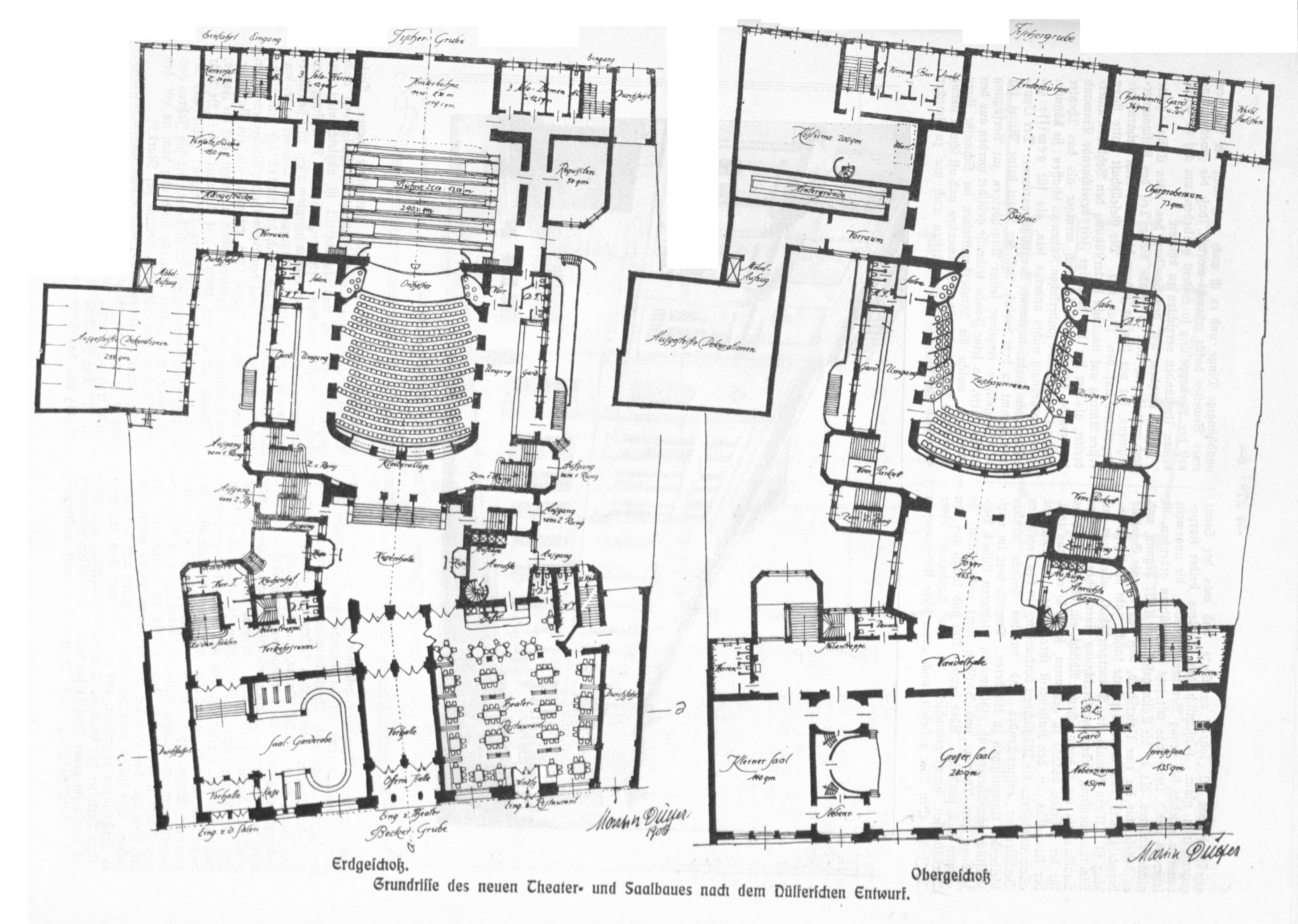
Grundrisse des heutigen Gebäudes
Blick vom zweiten Rang zur Bühne
Blick von der Bühne in das Zuschauerhaus

## Heutiges Theater
Das Theater Lübeck vereint heute drei Bühnen in einem Gebäude. Im Großen Haus (rund 800 Plätze) werden 400 m² Szenenfläche (zuzüglich der Orchesterpodien) mit umfangreicher Bühnenmaschinerie bespielt. In den Kammerspielen (rund 320 Plätze) steht eine Bühne mit 150 m² Szenenfläche zur Verfügung. Im Studio (130 m² Raumfläche) gibt es bis zu 99 variable Plätze.
Das Angebot umfasste ursprünglich die drei klassischen Sparten. Nach Einstellung des eigenen Tanztheaters (Ballett) im Jahr 1995 bietet das Theater Lübeck im Großen Haus, in den Kammerspielen und im Jungen Studio Musiktheater und Schauspiel sowie Konzerte der Lübecker Philharmoniker. Für das Tanztheater gastiert in Kooperation das Ballett Kiel.
Henry Vahl, Horst Frank oder Joachim Hermann Luger gehörten zum Ensemble des Theaters. Es gibt regelmäßig Aufführungen des Kinder- und Jugendtheaters, der Niederdeutschen Bühne, Kooperationen mit der Taschenoper Lübeck sowie Projekte im Bereich Theaterpädagogik.

## Philharmonisches Orchester und Chor
Das Philharmonische Orchester der Hansestadt Lübeck (auch Lübecker Philharmoniker) wurde 1897 durch den Verein der Musikfreunde Lübeck gegründet. Neben den jährlich neun Doppel-Sinfoniekonzerten sowie mehreren Kammerkonzerten, Sonder- und Extrakonzerten bestimmen die Lübecker Philharmoniker sowie der 30-stimmige Chor plus Extrachor des Theaters Lübeck seit 1908 maßgeblich das Klangprofil des Musiktheaters am Lübecker Stadttheater, dem sie organisatorisch zugeordnet sind. Mittlerweile werden die Konzerte des Orchesters als „neue“ dritte Sparte des Hauses wahrgenommen. Das Philharmonische Orchester der Hansestadt Lübeck als TVK-B-Orchester mit rund 70 Mitgliedern ist ein mit Lübeck vielfältig verbundener Klangkörper. Die Orchesterakademie und das Opernstudio ermöglichen, dank der Possehl-Stiftung, eine enge Kooperation mit der Musikhochschule Lübeck, indem für jeweils eine Spielzeit junge Gesangssolisten neben dem Studium in den Spielbetrieb integriert werden.
Dirigenten der früheren Zeit des Orchesters waren Hermann Abendroth (1905–1911), Wilhelm Furtwängler (1911–1915), Hermann Hans Wetzler (Kapellmeister 1915–1919) oder Eugen Jochum (1928/29). Von 1933 bis 1945 sollten sich Furtwängler und Abendroth andernorts immer wieder mit der nationalsozialistischen Herrschaft arrangieren. Auch in Lübeck gab es von 1933 bis 1945, ebenso wie an anderen Orten, die Ächtung und das Vergessen von Menschen und Werken.
In der Nachkriegszeit prägten das Philharmonische Orchester in Lübeck die Dirigenten Christoph von Dohnányi (1957–1963), Gerd Albrecht (1963–1966) oder Bernhard Klee (1966–1973). In der jüngeren und jüngsten Vergangenheit beförderten Erich Wächter (1989–2001), Roman Brogli-Sacher (2001–2012), Ryusuke Numajiri (2013–2017) und Andreas Wolf (2017–2019 kommissarischer GMD) die Entwicklung und Wertschätzung des Philharmonischen Orchesters der Hansestadt. Mit Stefan Vladar trat 2019 ein österreichischer Dirigent und Pianist das Amt des Generalmusikdirektors an, der mit dem Orchester und den Chören in der Konzerthalle sein Antrittskonzert gegeben hat.
Seit der Gründung des Orchesters durch den Verein der Musikfreunde wurden zunächst der ehemalige Saalbau Fünfhausen und das ehemalige Casino-Theater, dann das Große Haus im heutigen Theaterbau, nach dem Zweiten Weltkrieg zunächst auch der Saal im Kolosseum für Konzerte genutzt.
1994 bezog das Philharmonische Orchester als neues Konzerthaus die vom Architekten Meinhard von Gerkan entworfene Musik- und Kongresshalle Lübeck. Der Konzertsaal der Halle verfügt über bis zu 1990 Plätze und bietet eine hervorragende Akustik. Die Mitglieder des Philharmonischen Orchesters und Besucher machen heute in unterschiedlichen Konzerten an unterschiedlichen Orten der Stadt in Freiheit und Vielfalt gemeinsame Klangerfahrungen: Während der Konzerte in der Musik- und Kongresshalle, im Großen Haus während der Aufführungen des Musiktheaters, während der Kammerkonzerte z. B. in den Museen, im Bibliothekssaal, im Rathaus sowie in den Kirchen der Altstadt.

## Organisation des Theaters
Ein prägender Direktor des Lübecker Stadttheaters der Anfangszeit war der Schauspieler Stanislaus Fuchs von 1911 bis 1918.
Intendanten nach Ende des Zweiten Weltkriegs waren Friedrich Siems (1945–1947), Hans Schüler (1947–1951), Christian Mettin (1951–1959), Arno Wüstenhöfer (1959–1964), Walter Heidrich (1964–1968), Karl Vibach (1968–1978), Hans Thoenies (1978–1991), Dietrich von Oertzen (1991–2000) und Marc Adam (2000–2007).
Im Jahr 2007 wurde die Leitungsstruktur des Theaters verändert, und durch künstlerische Spartenleitungen zu einem Direktorium erweitert. Mitglieder waren seither Roman Brogli-Sacher, Ryusuke Numajiri, Christian Schwandt, Katharina Kost-Tolmein und Pit Holzwarth.
Im August 2022 bestand die Leitung des Hauses aus: Caspar Sawade (Geschäftsführender Theaterdirektor), Stefan Vladar (Generalmusikdirektor und Operndirektor), Malte C. Lachmann (Schauspieldirektor), Luise Weidner (Technische Direktorin), Angela Kalms (Verwaltungsdirektorin) und Knut Winkmann (Leitung JungPlusX).
62,5 % der Anteile an der Lübecker Theater gGmbH hält die Hansestadt Lübeck, die übrigen jeweils 12,5 % der Anteile halten der Landkreis Nordwestmecklenburg, die Kaufmannschaft zu Lübeck und die Gesellschaft der Theaterfreunde Lübeck e. V.
Eigene Erlöse und Spenden decken die Aufwendungen der öffentlichen Theater in Deutschland nur zu einem sehr geringen Teil. Die drei öffentlichen Theaterbetriebe in Schleswig-Holstein werden von den jeweiligen Städten und Kreisen getragen. Sie werden zu rund 90 % durch Zuschüsse der entsprechenden Kommunen und Mitteln des Finanzausgleichs des Landes in ähnlich hohen Anteilen finanziert.
Die Besucherzahlen für die Veranstaltungen des Lübecker Theaters lagen zuletzt bei über 180.000 in der Spielzeit 2018/2019.
Die DVD-Edition einer Neuinszenierung des Ring des Nibelungen am Theater Lübeck wurde mit dem ECHO Klassik 2012 als DVD-Musikproduktion des Jahres ausgezeichnet.